# Ruds Vedby-kredsen
Ruds Vedby-kredsen eller Vedbykredsen (officielt: Holbæk Amts 3. valgkreds,  også kaldet kreds eller opstillingskreds) var fra Folketingets oprettelse i 1849 en af fem valgkredse til Folketinget i Holbæk Amt. Kredsen udgjorde den sydligste del af Holbæk Amt: Løve Herred, den sydøstligste del af Ars Herred og den sydvestligste del af Merløse Herred.
Fra starten omfattede kredsen sognene: Ørslev Sogn, Solbjerg Sogn, Nidløse Sogn, Stenlille Sogn, Havrebjerg Sogn, Gjerslev Sogn, Finderup Sogn, Tersløse Sogn, Skjellebjerg Sogn, Rerslev Sogn, Vedby Sogn, Sæby Sogn, Hallenslev Sogn, Gjørlev Sogn, Bakkendrup Sogn, Helsinge Sogn, Drosselbjerg Sogn, Svallerup Sogn, Store Fuglede Sogn og Lille Fuglede Sogn. Kredsen afstemningssted var Vedby Kro i Vedby.
Kredsen var uforandret til 1918. Ved folketingsvalget i 1918 – som var det sidste folketingsvalg med valg i enkeltmandskredse – blev Svinningekredsen (Holbæk Amts 2. kreds) nedlagt, og sognene Stiftbjergby Sogn, Mørke Sogn, Jyderup Sogn, Holmstrup Sogn, Skamstrup Sogn og Frydendal Sogn blev overført fra Svinningekredsen til Vedbykredsen.
Vedbykredsen gav valg til folketingsmedlemmerne:
- Asmund Gleerup (1809-1865): 4. december 1849 - 4. august 1852 (I, s.  162)
- Mikkel Rasmussen (1798-1858): 4. august 1852 - 14. juni 1858 (II, s. 151)
- Søren Jensen (1816-1899): 14. juni 1858 - 7. april 1864 (I, s. 258)
- Lars Dinesen (1838-1915): 7. juni 1864 - 14. november 1873 (I,  s. 124)
- Niels Larsen (1836-1922: 14. november 1873 - september 1879 (II, s. 9)
- Johannes Tauber (1827-1892): 1. oktober 1879 - 24. oktober 1892 (II, s. 232)
- Hans Lauritz Jørgensen (1850-1914): 15. november 1892 - 20. maj 1910 (I, s. 277)
- Søren Svendsen (1859-1934): 20. maj 1910 - 22. april 1918 (II, s. 221)

Kilderne anført i parentes henviser til bind og sidetal i Rigsdagens medlemmer gennem hundrede aar 1848-1948.